# Cissin

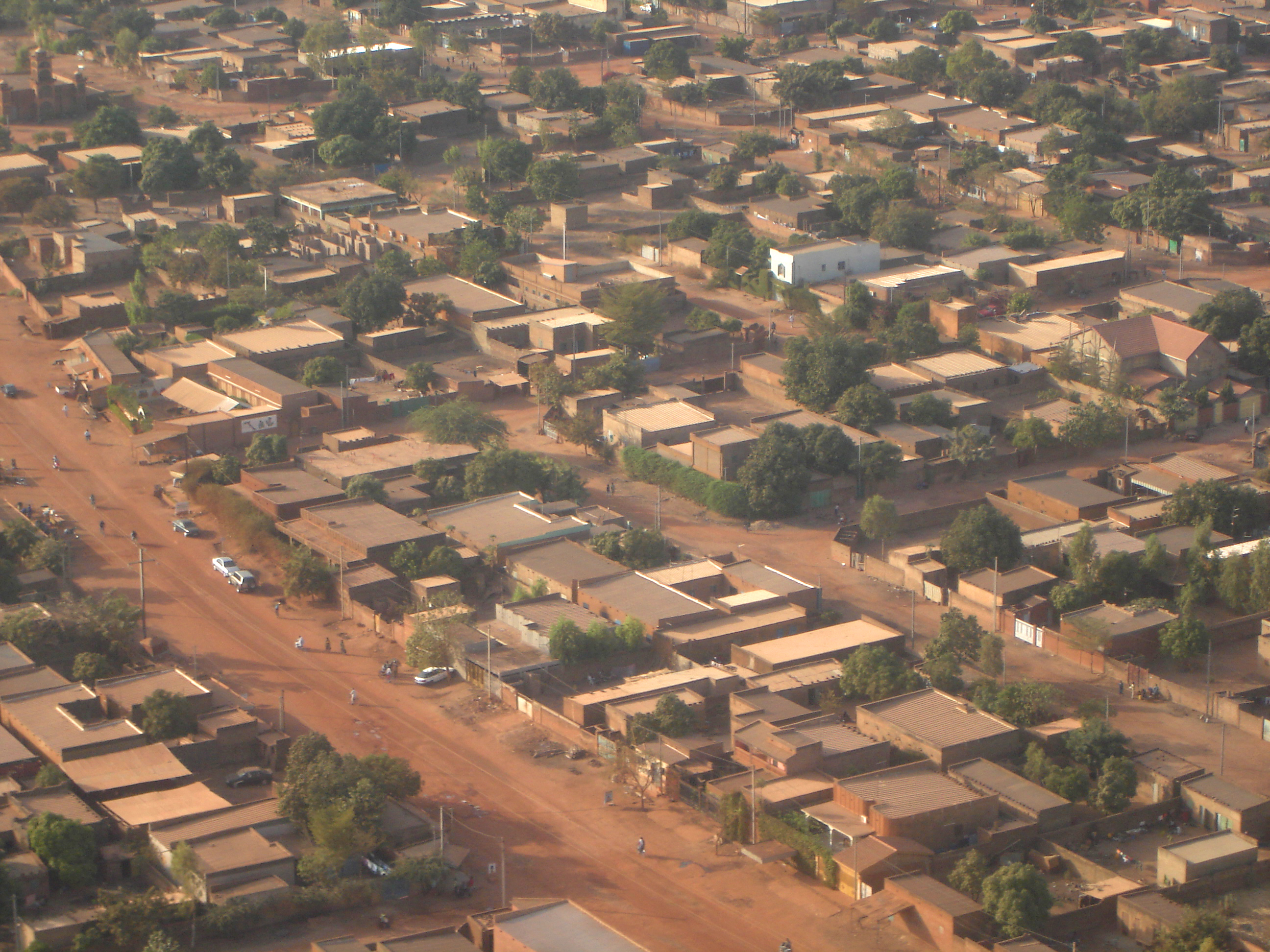
rue Warba in Cissin

Cissin ist ein Stadtteil im Süden der burkinischen Hauptstadt Ouagadougou, zum Arrondissement Boulmiougou gehörend, dem Sektor 16 entsprechend.
Infrastrukturelle Einrichtungen sind die Gymnasien Lycée Technique Saint-Laurent, Lycée Universalis, Lycée des Nations, Lycée Saint-Joseph, eine Krankenstation, der Marché Song-Naba sowie ein Sportplatz. Kirchen in Cissin sind Wend Bénédo, Saint-Jean und Israel Vainqueur.